# Eiréné (fille de Poséidon)
Pour les articles homonymes, voir Irène.
Pour la déesse, voir Eiréné.
Eiréné (en grec ancien Εἰρήνη) ou Irène est une fille de Poséidon dans la mythologie grecque.

## Étymologie
Le nom Eiréné, parfois modernisé en Irène en français, vient du grec ancien Εἰρήνη qui signifie paix.

## Famille
Eiréné était une fille du dieu Poséidon et de la naïade Mélanthée (en).  Cela fait des souverains des titans, Rhéa et Cronos, ses grands-parents paternels et du dieu fleuve Alphée son grand-père maternel.

## Île

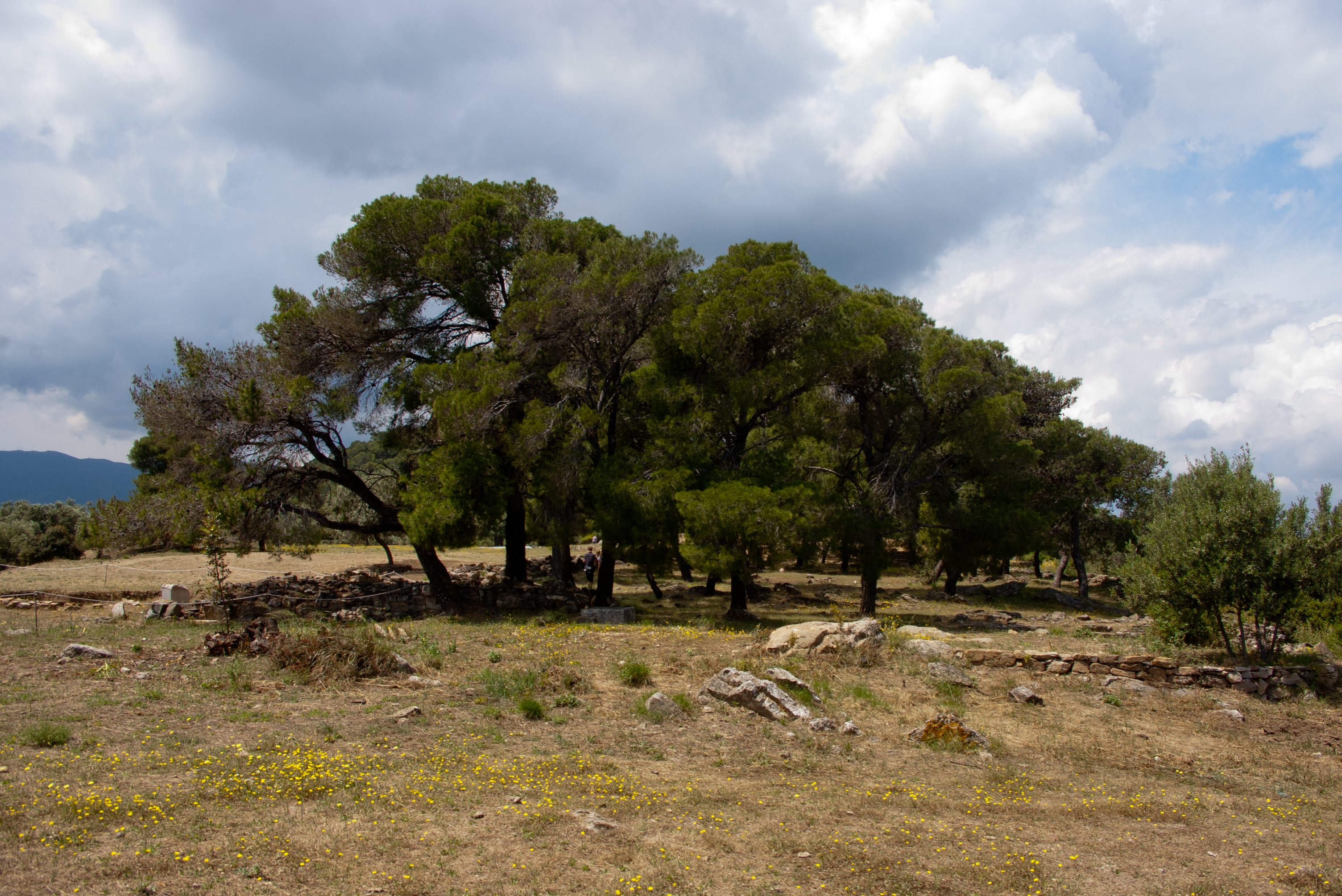
Site du temple de Poséidon sur l'île d'Eiréné, aujourd'hui l'île de Calaurie.

Elle a donné son nom à Eiréné, une petite île proche du Péloponnèse. Plus tard, cette île fut nommée Anthedonia et Hypereia par les compagnons des frères et sœurs Anthus et Hypera, mais reçut finalement le nom de Calauria en l'honneur de Calaurus (en), qui était lui aussi un fils de Poséidon.